# أبناء للبيع (فلم)
أبناء للبيع هو فيلم مصري عرض عام 1973، بطولة رشدي أباظة وناهد يسري وفاطمة مظهر، ومن إخراج نيازي مصطفى.

## قصة الفيلم
يرأس حسني إحدى العصابات الخطرة مما يضطره إلى ترك ابنته مديحة عند خالها كي يريبها توفيق. يتغير سلوك حسني ويسلك مسلكًا بغيضًا، لكنه عندما يعود ويرى ابنته يحدث تغيير آخر، فهي تضفي عليه لحظات حنان ودفء يفتقده، لذا يقرر هجرة تلك العصابة والتوبة، يتقدم حمدي لخطبة مديحة، ويوثق العلاقة فيما بينهما إلى أن يأتي يوم الزفاف، تتحرك العصابة وتدفع حسني دفعًا نحو سرقة مجوهرات ناظلي هانم عمة حمدي زوج ابنته، ولكنه يرفض فتضغط عليه العصابة، تكتشف مديحة الحقيقة، وتعلنها وتقرر الانسحاب من حياة حمدي نهائيًا، إلا أن حمدي يتمسك بها ويقرران السفر إلى الإسكندرية لقضاء شهر العسل هناك. يتحرك البوليس ويرصد تحركات العصابة ويقوم بإلقاء القبض عليهم بالإضافة إلى حسني، وعلى جميع أفراد العصابة.

## طاقم التمثيل
- رشدي أباظة: (حسني)
- ناهد يسري: (فيفي)
- فاطمة مظهر: (مديحة)
- محمود المليجي: (عباس)
- عماد حمدي: (توفيق)
- توفيق الدقن: (طلبة)
- يوسف فخر الدين: (حمدي)
- إحسان شريف: (ناظلي هانم)
- سهير زكي: (الراقصة)
- عفاف وجدي: (ألفت)
- محمد صبيح: (حلمي)
- محمد شوقي: (حندق)
- حياة قنديل: (سميرة)
- نسرين
- نادية عزت
- محمد الرملي
- حسن أنيس
- ميرنا لوي
- جميل عز الدين
- آمال سعيد
- ليلى صادق
- الطوخي توفيق
- راقية الدماطي
- عواطف أبو السعود
- صالح العويل
- محمد فريد
- إبراهيم فايق

## فريق العمل
- إخراج: نيازي مصطفى
- قصة: سعد شنب
- سيناريو: عبد الحي أديب
- حوار: رأفت الخياط، رؤوف حلمي
- مدير التصوير: علي خير الله
- مونتاج: جلال مصطفى
- إنتاج: سعد شنب
- توزيع: أنور الشيخ ياسين